# 李曙光 (作家)
李曙光（1949年—），男，黑龙江哈尔滨人。中国作家，黑龙江作家协会主席，笔名松江、小江。著有《军号嘹亮》、《逆境人生》等作品。

## 个人经历
- 1968年在知识分子上山下乡运动中赴内蒙古大兴安岭当工人。
- 1969年入伍。
- 1977年在黑龙江大学哲学系毕业。
- 2008年加入中国作家协会。